# Альянс за європейську інтеграцію
Альянс «За європейську інтеграцію» (рум. Alianţa pentru Integrare Europeană) — політична коаліція 3 центристських і правоцентристських партій в Молдові. Сформувавши коаліцію, Ліберально-демократична партія, Демократична партія, Ліберальна партія та Альянс «Наша Молдова» зуміли перемогти на парламентських виборах 29 липня 2009 року. На парламентських виборах 2010 року Альянс здобув другу перемогу поспіль, хоча в парламент не пройшов Альянс «Наша Молдова» і вийшов зі складу коаліції.